# Su Weide
Su Weide (苏炜德S, Sū WěidéP; Zibo, 19 marzo 2000) è un ginnasta cinese, vincitore della medaglia d'argento nel concorso a squadre e del bronzo nella sbarra ai mondiali di Anversa 2023.

## Palmarès
- Mondiali

Anversa 2023: argento nel concorso a squadre; bronzo nella sbarra;